# Tunnel de Tensta
Le Tenstatunneln (en français « Tunnel de Tensta ») est un tunnel routier du quartier de Tensta à Stockholm en Suède.  

## Situation
Le tunnel de Tensta est un tunnel de la route européenne 18 dans le quartier de Tensta. 
Le tunnel est un tunnel en béton, qui a été construit entre 2010 et 2014 dans le cadre de l'extension de la E18 entre Hjulsta et Kista.
Le tunnel mesure 300 mètres de long avec deux voies dans chaque direction et se compose de deux tubes en béton séparés situés en dessous du château d'eau de Tensta. 
L'une des raisons de la création du tunnel était de permettre à Tensta et Hjulsta de se relier avec Järvafältet là où l'Enköpingsvägen (E18) constituait auparavant une barrière. 
En 2003, la ville de Stockholm a décidé de construire des logements au-dessus de l'E18, où le trafic serait détourné dans les deux courts tunnels de Tensta et Rinkeby. 
Le tunnel est donc conçu de manière à pouvoir supporter la charge d’un futur bâtiment. Pour des raisons de sécurité, une zone tampon a été proposée entre le plafond du tunnel et les bâtiments pouvant servir d'aires de stationnement.

## Galerie

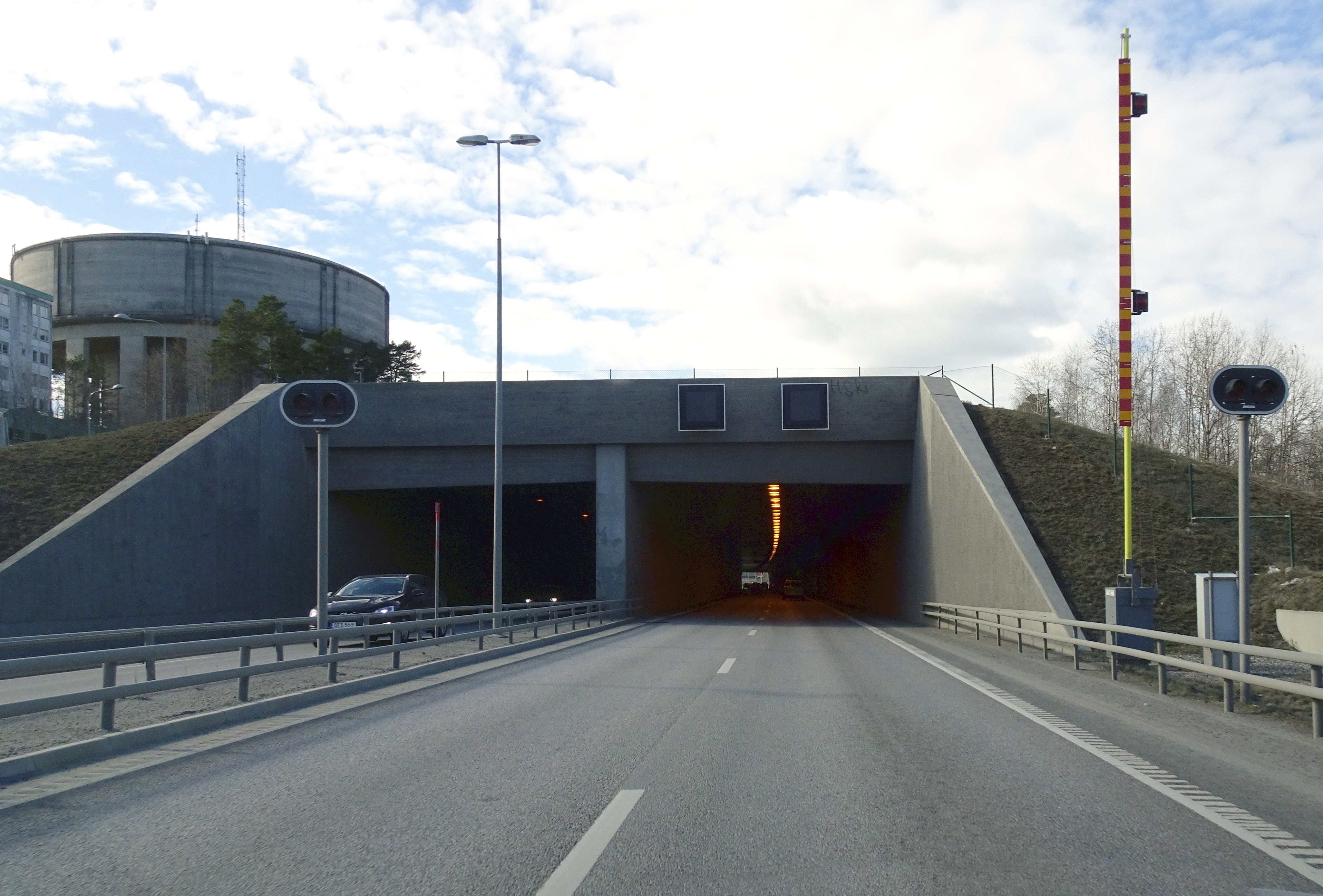
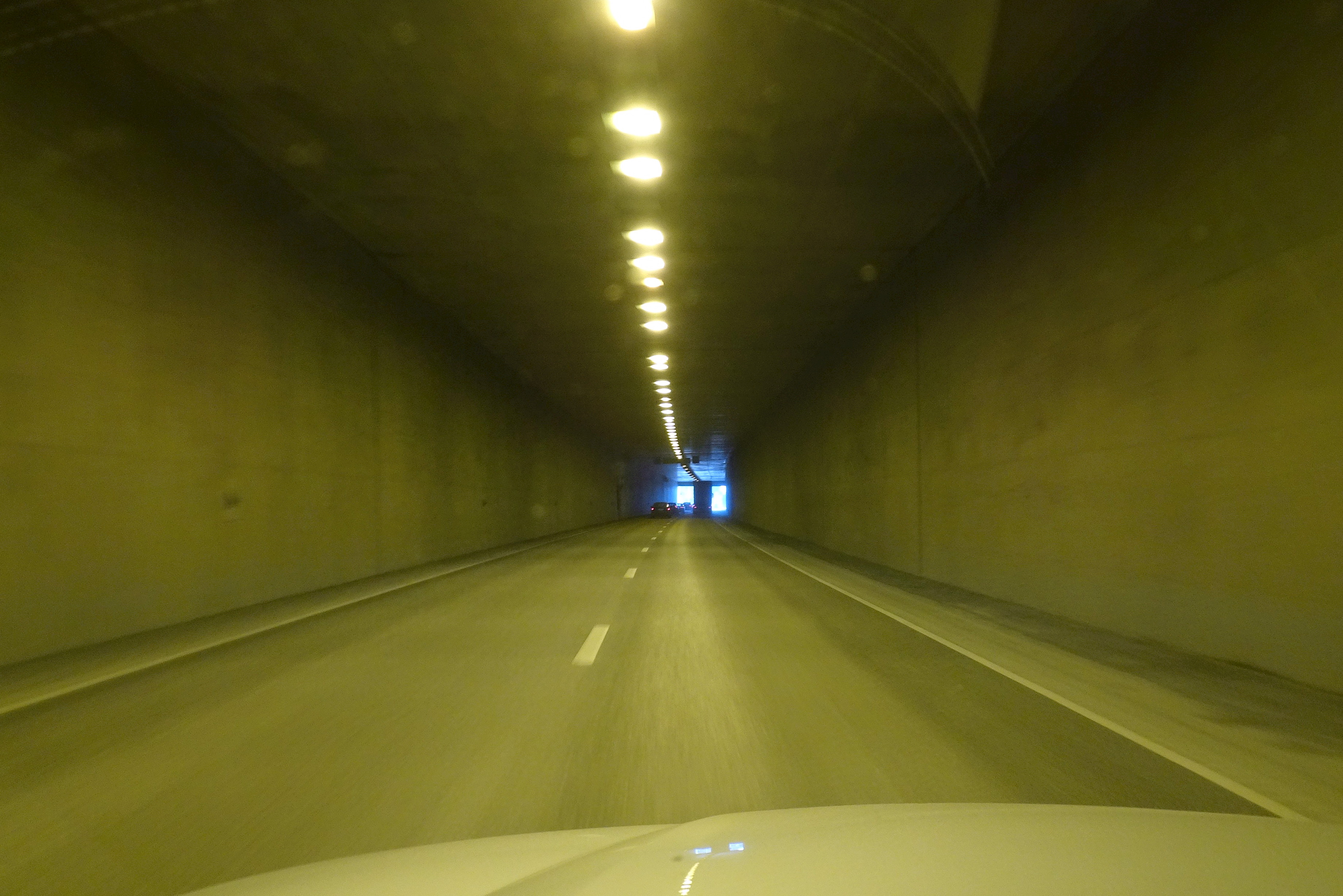